# شارع فوش
شارع فوش (بالإنجليزية: Foch Street)‏ شارع يقع في بيروت -لبنان.

## نظرة عامة
خلال الانتداب الفرنسي، تم تصميم الشارع كواحد من اثنين من الشرايين الرئيسيين اللذين يربطان بين منطقة الميناء ووسط المدينة.  ويأتي سبب تسمية الشارع نسبتًا إلى فرديناند فوش، المفوض السامي الأول للولاية.

## البناء
في عام 1878، تم تحديث خطط لتطوير الميناء ووسط المدينة خلال فترة الانتداب الفرنسي وخُطط لشارع فوش أن يكون شريانًا رئيسيًا من بين شارعين يربطان منطقة الميناء المعاد بناؤها بوسط المدينة. سُمي الشارع على اسم المارشال فرديناند فوش الذي كان أول مفوض سامي للانتداب الفرنسي، وانتهت الأعمال على شارع فوش بحلول عام 1927.
أطلقت البلدية في عام 1920 مسابقة لتصميم المباني المستقبلية على هاذين الشارعين بقصد جعلهما واجهة معمارية للمدينة، وتمتاز العديد من المباني في شارع فوش بمواضيعها الزخرفية المفصلة والمأخوذة من الأنماط الاغريقية وعصر النهضة والقرن الثامن عشر، وبعضها يمتاز بتصاميمه الكلاسيكية الجديدة والمفصلة، في حين تعرض مباني أخرى التصاميم اللبنانية التقليدية. 

## الخلفية التاريخية
في عام 1878، قامت بلدية بيروت بتحديث خطط لتطوير الميناء ووسط المدينة، ووضعت هذه الخطط خلال فترة الانتداب الفرنسي وخُطط لشارع فوش أن يكون شريانًا رئيسيًا من بين شارعين يربطان منطقة الميناء المعاد بناؤها بوسط المدينة. سُمي الشارع على اسم المارشال فرديناند فوش الذي كان أول مفوض سامي للانتداب الفرنسي، وبدأت الأعمال على شارع فوش الذي يربط بين الميناء الجديد وساحة الشهداء في عام 1919 وانتهت بحلول عام 1927. أطلقت البلدية في عام 1920 مسابقة لتصميم المباني المستقبلية في كل من شارع فوش وشارع ألينبي بقصد جعلهما واجهة معمارية للمدينة، وتم السير على التصاميم التي فاز بها المهندسان المعماريان الفرنسيان ديشامب وديتراي والتي شجعت على محاكاة الأنماط الكلاسيكية الأوروبية لواجهات المباني.

## الخط الزمني
- 1878: وضع خطط لتحديث الميناء ووسط المدينة من قبل بلدية بيروت.

- 1927: الانتهاء من العمل على شارع فوش بعد مباشرة العمل فيه عام 1919.

- 1920: إطلاق مسابقة من قِبل بلدية بيروت بخصوص تصميم المباني المستقبلية في شارع فوش  وشارع ألينبي.